# كرميئيل (مستوطنة)
مستوطنة كرميئيل أو الكرمل (بالعبرية: כרמל)، هي مستوطنة إسرائيلية بنيت على أراضي مسافر يطا جنوب الخليل في الضفة الغربية، بالقرب من قرية أم الخير الفلسطينية الذين اشتروا الأرض من سكان مدينة يطا واستقروا فيها منذ عدة عقود بعد طرد قوات الاحتلال لهم من صحراء عراد الفلسطينية. ووفقا لديفيد شولمان، تقع مستوطنة كرميئيل على أراض تم الاستيلاء عليها من البدو الفلسطينيين في تلك القرية. تقع المستوطنة ضمن اختصاص مجلس هار حفرون الإقليمي، وترتبط أيديولوجياً بحركة مستوطنة الأمانة. كان عدد سكانها في عام 2018 حوالي 436.

## الجانب القانوني
يعتبر المجتمع الدولي المستوطنات الإسرائيلية في الضفة الغربية غير قانونية بموجب القانون الدولي، لكن حكومة الاحتلال تعارض ذلك.

## الأصل
سميت المستوطنة الإسرائيلية على اسم بلدة الكرمل الفلسطينية التي تقع بالقرب منها، وتستمر المستوطنة بالتوسع على حساب أراضي جيرانها الذين عاشوا في الموقع قبل عقود من وصول المستوطنين إليها.

## التاريخ
بنيت المستوطنة كموشاف في عام 1980، بجوار الأرض التي تعيش عليها قبيلة الهذالين البدوية شرق مدينة يطا.